# اختبار برات
اختبار برات هو اختبار بسيط للتحقق من تجلط الأوردة العميقة في الساق. يجرى الاختبار عندما يكون المريض مستلقًا مع ثني الساق في الركبة، ممسكًا عضلة الساق بكلتا يديه مع الضغط على الوريد المأبضي في عضلة الساق القريبة. إذا شعر المريض بالألم، فهذه علامة تشير لوجود تخثر وريدي عميق.[بحاجة لمصدر]